# یواس‌اس ابرکرومبیا (دی‌یی-۳۴۳)
یواس‌اس ابرکرومبیا (دی‌یی-۳۴۳) (به انگلیسی: USS Abercrombie (DE-343)) یک کشتی بود که طول آن ۳۰۶ فوت (۹۳ متر) بود. این کشتی در سال ۱۹۴۴ ساخته شد.